# Orbessan
Orbessan är en kommun i departementet Gers i regionen Occitanien i sydvästra Frankrike. Kommunen ligger i kantonen Auch-Sud-Est-Seissan som tillhör arrondissementet Auch. År 2022 hade Orbessan 270 invånare.

## Befolkningsutveckling
Antalet invånare i kommunen Orbessan
Referens:INSEE